# 保羅·羅賓遜 (1979年)
保羅·羅賓遜 （英語：Paul Robinson，1979年10月15日—），英格蘭前職業足球員，司職守門員。

## 球員生涯

### 列斯聯
罗宾逊在利兹联開展其職業生涯，第一場正式比賽乃1998年對車路士一役。在 2003-04 球季，一場英格蘭聯賽盃對史雲頓賽事補時階段中，羅賓遜射入他足球事業中第一個入球，令賽事進入互射十二碼，最終列斯聯獲勝。

### 熱刺
2004年5月保羅·羅賓遜以150萬英鎊轉會費加盟倫敦球會熱刺。
於06/07年球季在及同時因傷缺陣時，保羅·羅賓遜曾短暫戴起隊長臂章。2007年3月17日主場對屈福特的賽事，羅賓遜在己方禁區外大腳開出的自由球直飛對方龍門，皮球笠過出迎判斷錯誤的的頭頂，射入了一個非常幸運的入球。
07/08年球季連串的失誤令保羅·羅賓遜失去正選席位。直到季中才有機會重上戰場，更在英格蘭聯賽盃決賽以2-1擊敗車路士，獲得生涯首個重要錦標。

### 布力般流浪
2008年7月25日以350萬英鎊轉投布力般流浪。在2011至2012年賽季，他的撲救成功率只有57%，為全英超最低，間接導致球隊降級。

### 國家隊
羅賓遜曾是英格蘭的首席守門員，曾代表國家隊出席2004年歐洲國家盃，並在2006年世界盃正選出場。在世界盃，羅賓遜不過在對瑞典一役失球，但在八強戰對葡萄牙一賽中要互射十二碼分勝負，結果只救了一球，最終英格蘭不敵葡萄牙出局。
英格蘭在南非世界盃由於守門員不穩而受批評，使倫路時期的國家代表隊陷於淪亡危機，意大利籍領隊賽後重召羅賓遜對匈牙利的友誼賽，但羅賓遜通知英格蘭足球總會退出國際賽。

## 外部連結
- 熱刺官方網站：球員介紹 （页面存档备份，存于）
- 英格蘭足總網站：球員介紹 （页面存档备份，存于）
- 足球資料庫
- 英格蘭球員介紹[永久]
- Carling網站：保羅羅賓遜 （页面存档备份，存于）